# Александър Железняков
Александър Борисович Железняков – инженер физик, ръководител на дейности в областта на ракетно-космическата техника, писател, журналист.

## Биография
Александър Борисович Железняков е роден на 28 януари 1957 г. в гр. Ленинград.
Той е завършил Ленинградския политехнически институт „М. И. Калинин“ (сега Санктпетербургски държавен политехнически университет), инженер-физик (1980), член-кореспондент на Руската космическа академия „К. Э. Циолковски“ (РКАЦ). От 1980 г. е работил като инженер в ленинградския НПО „Импулс“. От 1983 до 1989 г. е работил в ленинградския НПО „Червена звезда“ като инженер, ст. инженер, заместник-началник на отдел, началник на отдел. От 1989 до 2001 г. е работил в ОКБ „Радуга“ (НПП „Радуга“) като: началник на отдел, началник на център, заместник генерален директор, първи заместник генерален директор, и.д. генерален директор. От 2001 г. е съветник на директора на главния конструктор на ЦНИИ по роботехника и техническа кибернетика (Санкт Петербург). От 2007 г. е съветник на президента на РКК „Энергия“ (гр. Корольов, Московска област). Президент е на Фонда за поддържане на науката и образованието (Санкт Петербург).
Успоредно с основната си работа се занимава и с литературна дейност. Популяризатор е на достиженията на отечестваната и световната космонавтика. Първата публикация е на 15 март 1989 година. Автор е на 13 книги и неколкостотин статии. Печата под псевдонима „Александър Юриевич“, „Алескандър Борисович“, „Константин Иванов“, „А.Ж“, „К. И.“
Член е на Федерацията по космонавтика на Русия, Съюза на журналистите на Русия, Международния съюз на журналистите, Съюза на писателите на Санкт Петербург.

## Премии и награди
Награден е с медал и орден „За заслуги пред Отечеството“ II степен (2007), медал „В памет на 300-години от основаването на Санкт Петербург“ (2003), медал на РАКА „В чест на 40 години от полета в космоса на Ю. А. Гагарин“, медалите на федерацията по космонавтика на Русия „За заслуги“, мезали на името на К. Е. Циолковски, Ю. В. Кондратюк, С. П. Корольов, В. П. Глушко, М. К. Янгель, лауреат на Литературната премия на А. Р. Беляев.

## Книги
- „Съветската космонавтика: Хроника на авариите и катастрофите)“. Санкт – Петербург, 1998 г.
- Летопис на космическата ера. 1957 година. Санкт-Петербург.
- „Летопис на космическата ера. 1958 година“. Санкт – Петербург, 2002.
- „Излитайки, падаше ракетата“. Санкт – Петербург, 2003.
- „Летопис на космическата ера. 1959 година“. Санкт – Петербург, 2003.
- „Летопис на космическата ера. 1960 година“. Санкт – Петербург, 2003.
- „Летопис на космическата ера. 1961 година“. Санкт – Петербург, 2004.
- „Тайните на ракетните катастрофи“. Москва, 2004
- „Станцията „Мир: от триумфа до…“[неработеща препратка] Санкт Петербург, 2006.
- „Летопис на космическата ера. 1962 година“. Санкт – Петербург, 2006.
- „Секретният космос. Митове и фантоми на орбитата“ Москва, 2006.
- „Секс в космоса“. Санкт Петербург, 2008
- „Главният куплет: Стихотворения“ Санкт Петербург, 2009.